# NGC 7251
NGC 7251 is een spiraalvormig sterrenstelsel in het sterrenbeeld Waterman. Het hemelobject werd op 6 september 1793 ontdekt door de Duits-Britse astronoom William Herschel.

## Synoniemen
- MCG -3-57-2
- IRAS 22177-1601
- PGC 68604